# Millardet et de Grasset 41 B
Le Millardet et de Grasset 41 B, couramment dénommé 41 B MGt, est une variété de vigne sélectionnée pour ses qualités de porte-greffe.

## Origine
Il a été obtenu en 1885 par Alexis Millardet et Charles de Grasset en hybridant Vitis vinifera, variété chasselas B et Vitis berlandieri.
En 2007, il est cultivé sur 40 000 hectares en France. Il y est courant dans tous les vignobles établis sur terrains calcaires.

## Caractères ampélographiques
Le bourgeonnement est ouvert, cotonneux à bordure rougeâtre. Les jeunes feuilles sont bronzées et le rameau herbacé est côtelé, à section ronde à légèrement ovale et glabre.
Les vrilles sont longues.Les feuilles adultes sont orbiculaires à cunéiformes, entières, à sinus pétiolaire en forme de U ou de lyre fermé à peu ouvert, parfois bordé par les nervures aux abords du point pétiolaire. Le limbe est involuté, légèrement révoluté sur les bords, bordé de dents courtes et droites. 
Les fleurs sont femelles, donnant de petits grains sphériques bleu-noir. Les sarments aoûtés sont de gros diamètre. Les nœuds sont gris-brun et les entre-nœuds plus sombres.

## Aptitudes

### Adaptation au terroir
Sa résistance au phylloxera est bonne, raison de sa diffusion initiale, bien qu'ils extériorise les symptômes d'attaque de nématodes. Sa résistance au calcaire est bonne, jusqu'à 60 % de calcaire total, 40 % de calcaire actif, soit un indice de pouvoir chlorosant de 60. Il capte bien le magnésium du sol. Il est resté longtemps le meilleur porte-greffe en terrain calcaire, avant l'arrivée du fercal plus performant. En revanche, il redoute les sols humides durant l'hiver et apprécie modérément la sécheresse.
Les sols trop argileux ne lui conviennent pas car trop compacts.

### Adaptation au greffage
Il montre une bonne adaptation aux greffons, bien que quelques difficultés puissent parfois être mentionnées avec le merlot N ou le pinot noir N. La croissance des plants
greffés-soudés est lente mais ensuite ce cépage confère au greffon une vigueur moyenne à forte, entraînant un léger retard de maturité et des grappes compactes donc risque de pourriture. Finalement, le raisin est globalement moins riche en sucre et plus acide à maturité.
La production de bois à greffe est assez faible à cause d'un pourcentage de bois sec élevé. Les vignes mères à porte-greffe craignent humidité excessive et sécheresse et n'ont pas une grande durée de vie. (dépérissement) L'aoûtement ne pose en revanche pas de problème. En pépinière, le 41 B se bouture mal avec des nécroses possibles sur le talon du plan mais il se greffe bien, même si pour obtenir une belle soudure, il exige des conditions d'humidité, température, hormonage et durée calculée de stratification.

## Sources